# Hương Nộn
Hương Nộn là một xã thuộc huyện Tam Nông, tỉnh Phú Thọ, Việt Nam.
Xã Hương Nộn có diện tích 8,98 km², dân số năm 1999 là 6541 người, mật độ dân số đạt 728 người/km².